# Arbutus andrachne
Arbutus andrachne är en ljungväxtart som beskrevs av Carl von Linné. Arbutus andrachne ingår i släktet Arbutus och familjen ljungväxter. Inga underarter finns listade i Catalogue of Life.

## Bildgalleri

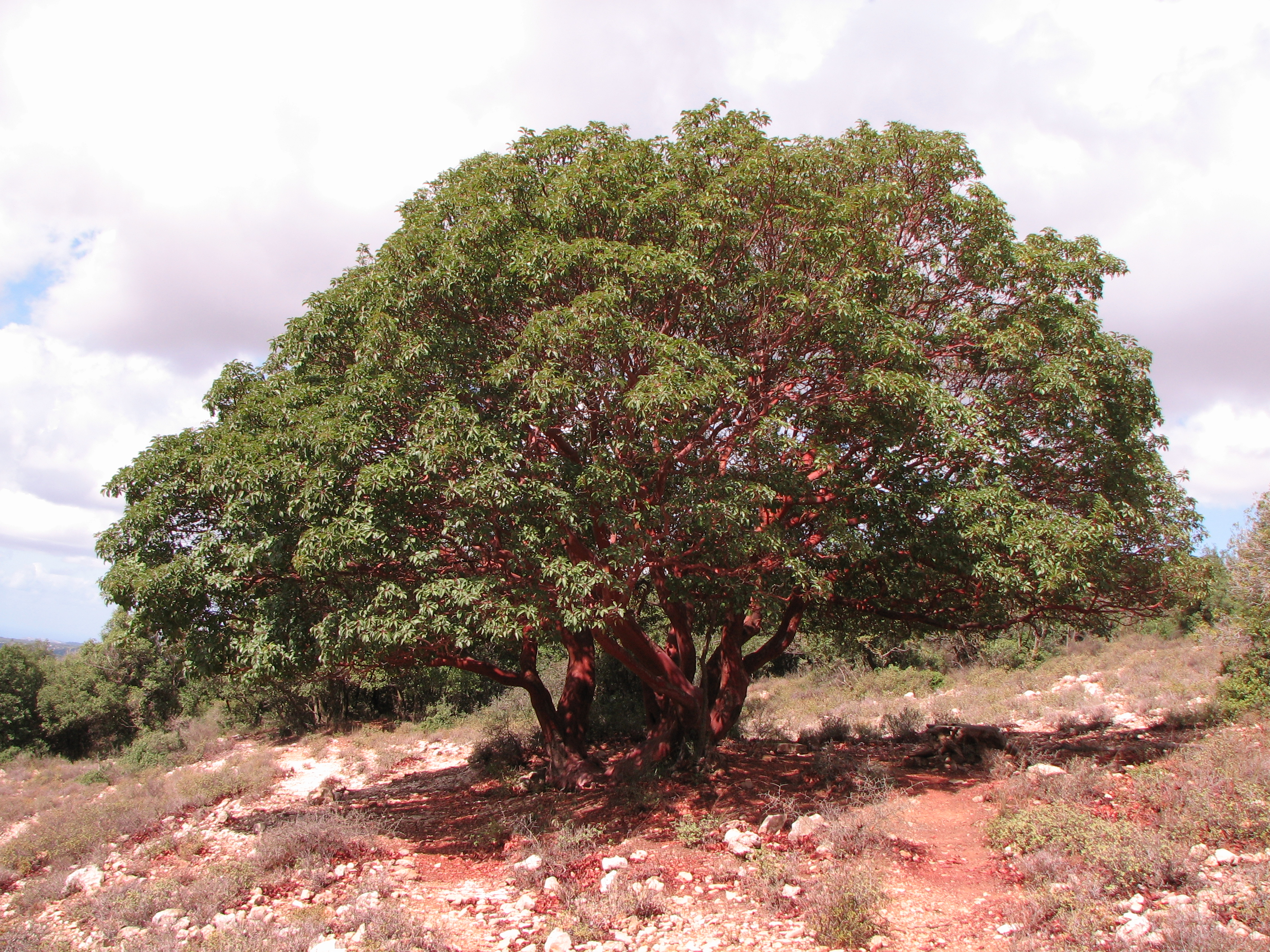
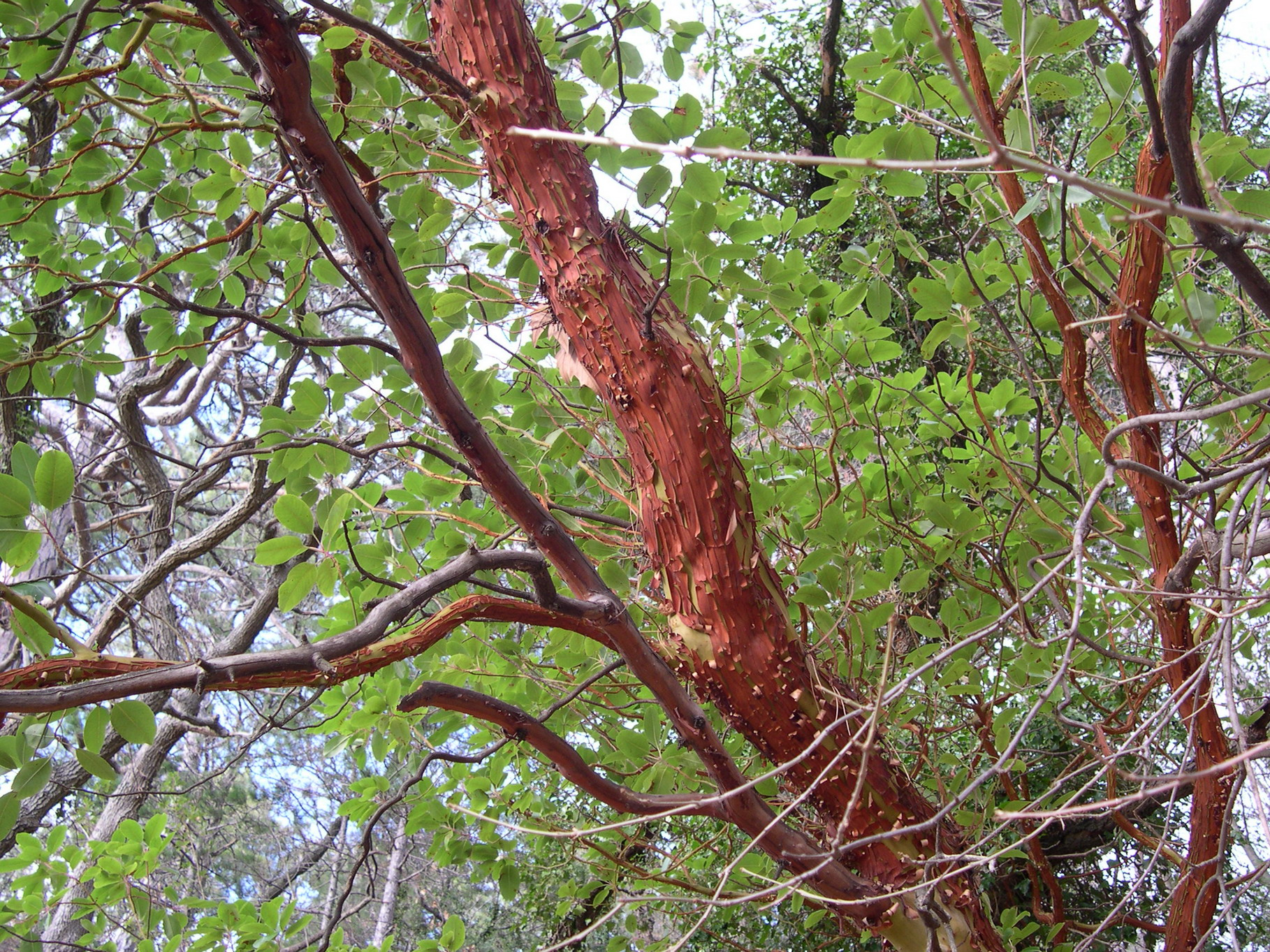
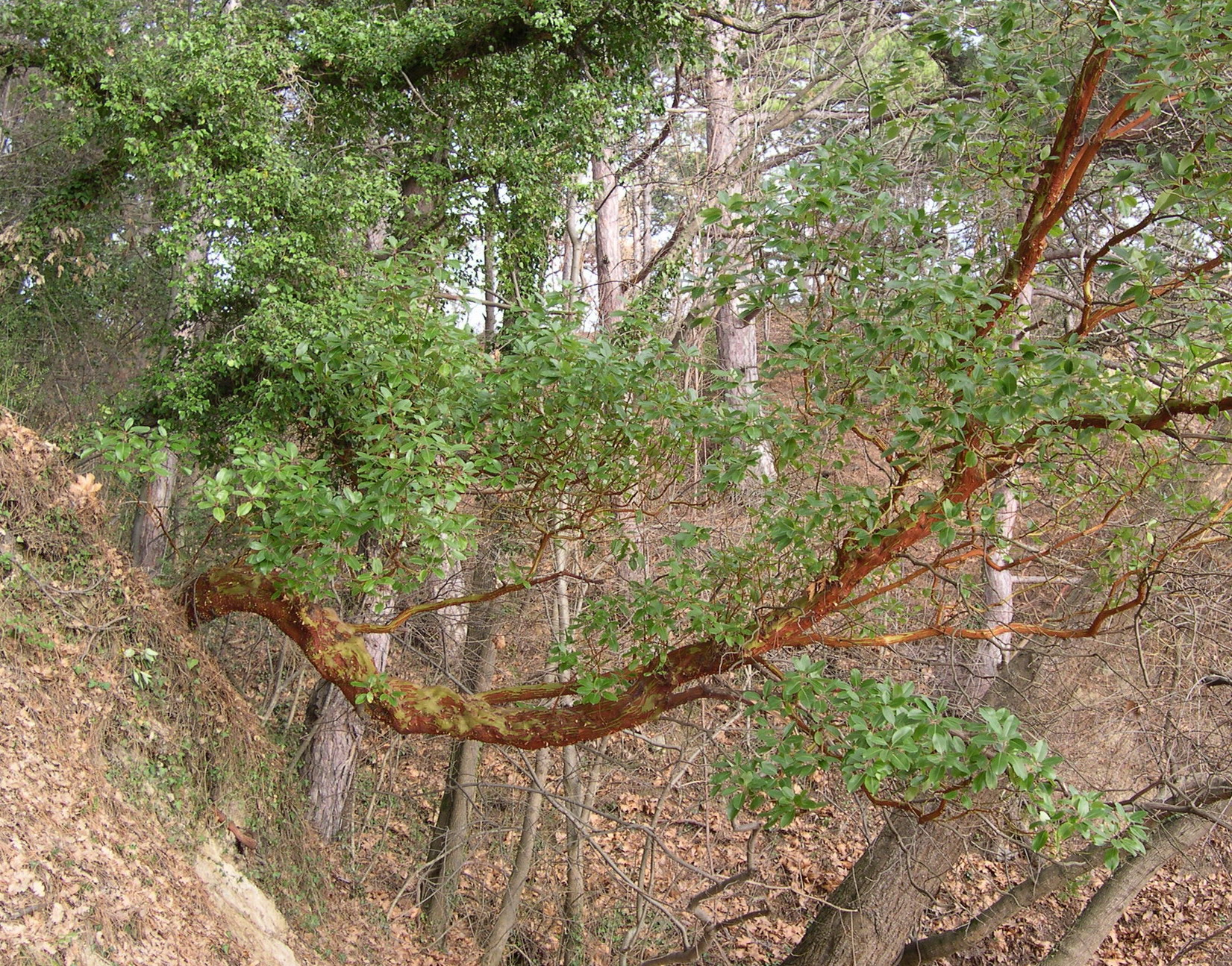
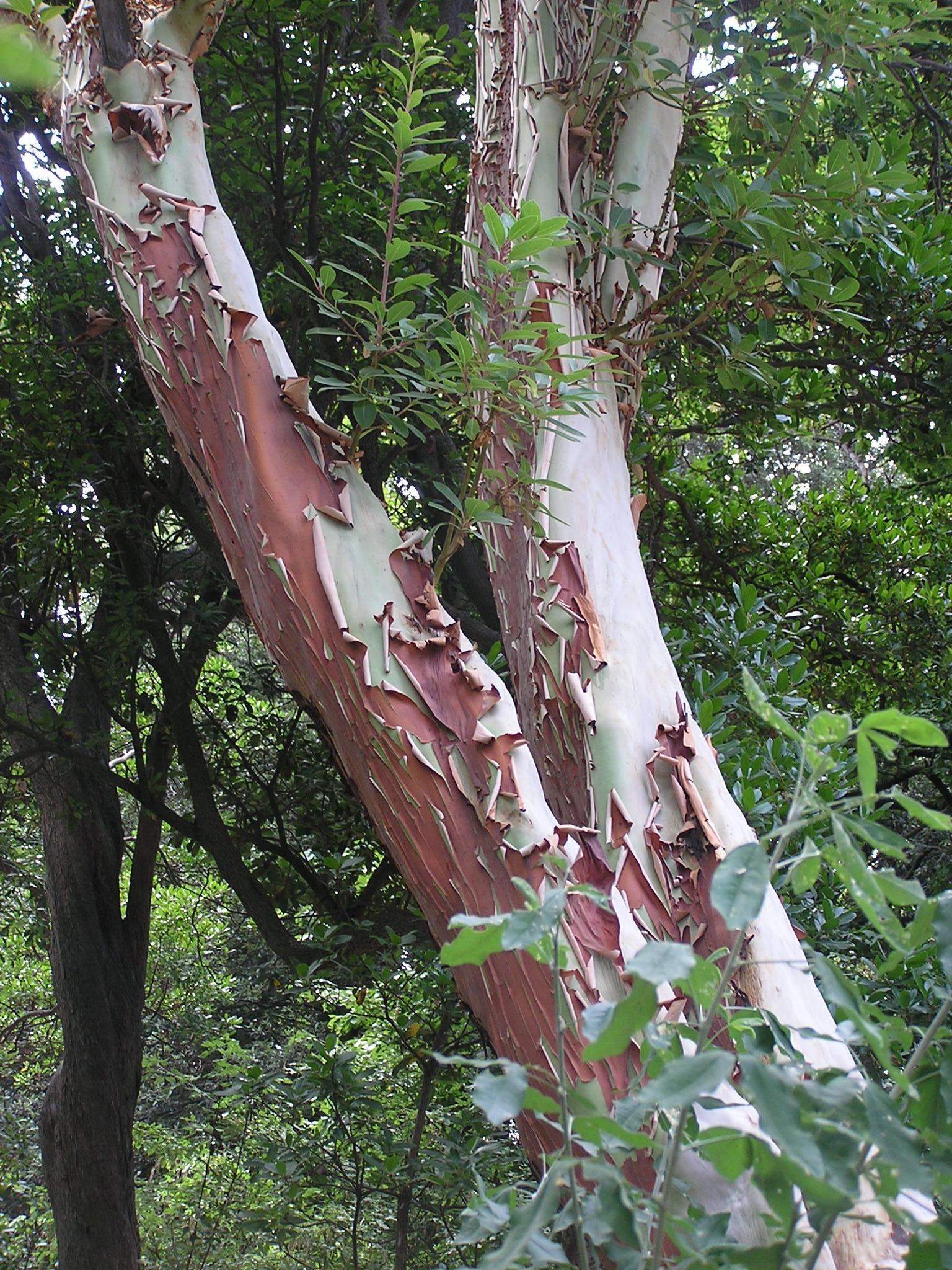
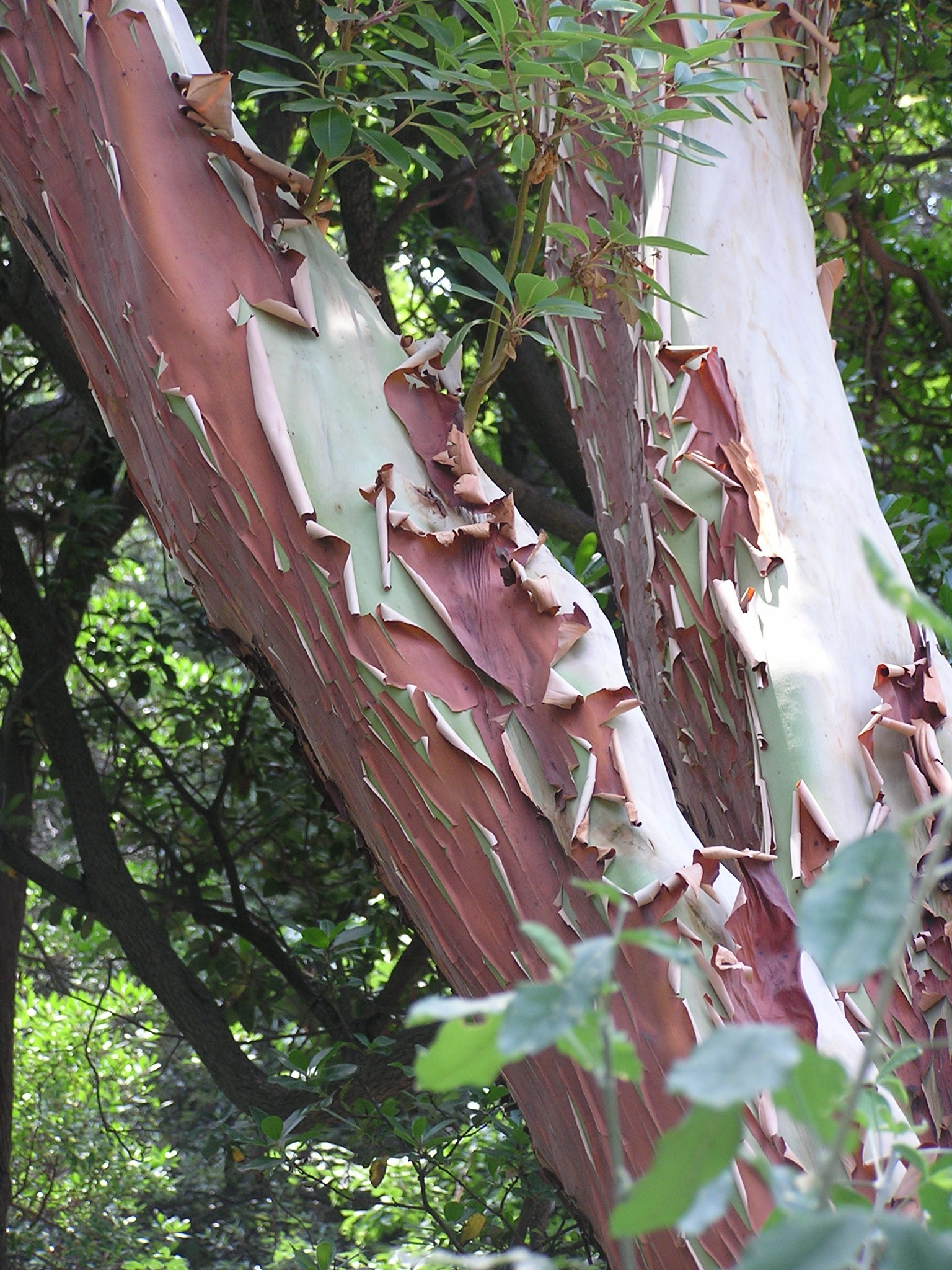
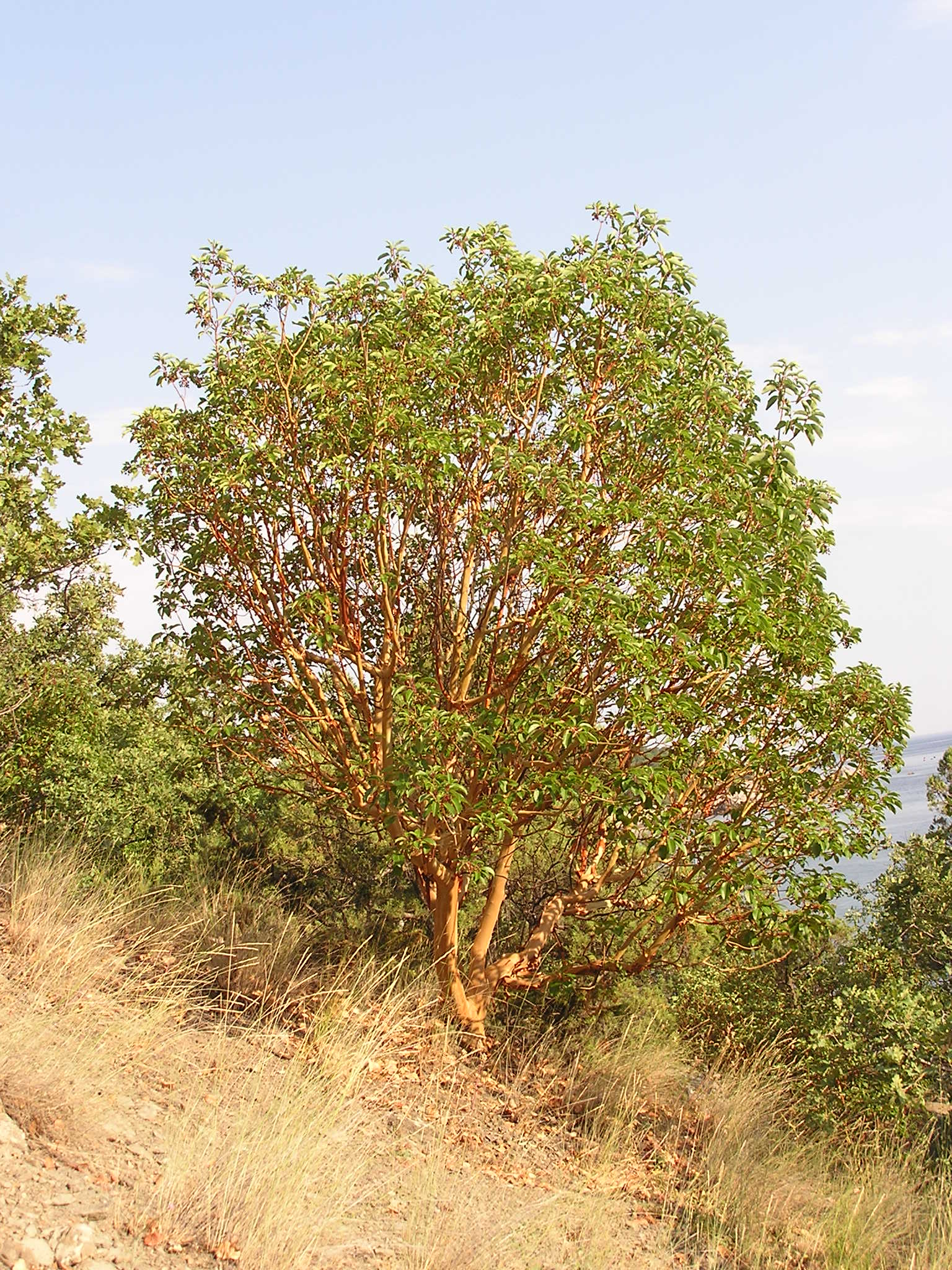